# Typhlamphiascus gracilicaudatus
Typhlamphiascus gracilicaudatus är en kräftdjursart som först beskrevs av Thompson och A. Scott.  Typhlamphiascus gracilicaudatus ingår i släktet Typhlamphiascus och familjen Diosaccidae. Inga underarter finns listade i Catalogue of Life.